# Phélonion

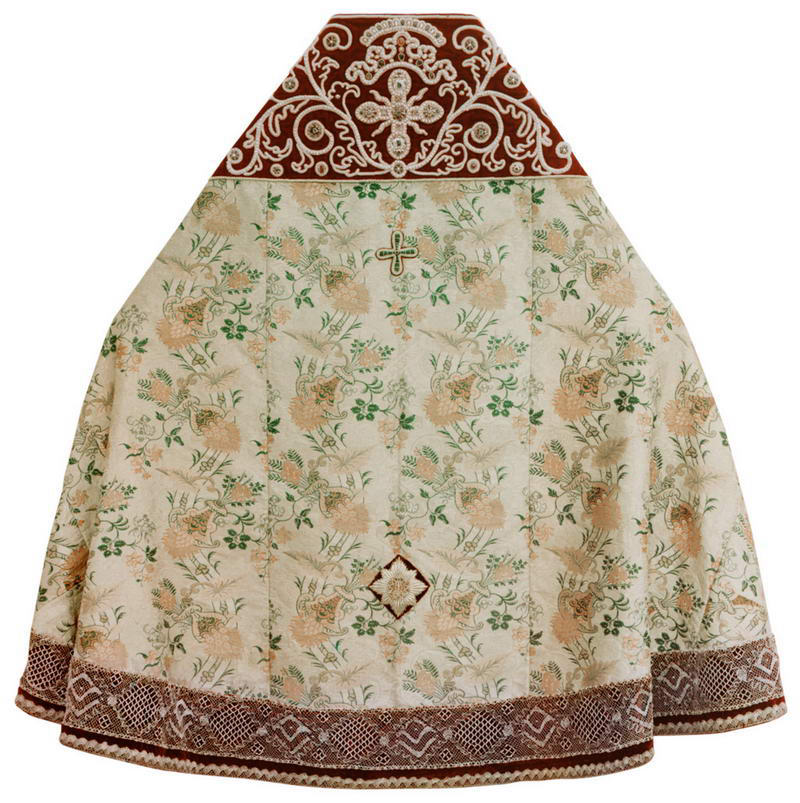
Phélonion russe de 1911 vu de dos avec incrustations de perles, photographie de Prokoudine-Gorski.

Un phélonion (en grec ancien : φαιλόνιον, chasuble ; en russe : фелонь) est un vêtement liturgique des Églises d'Orient.

## Historique

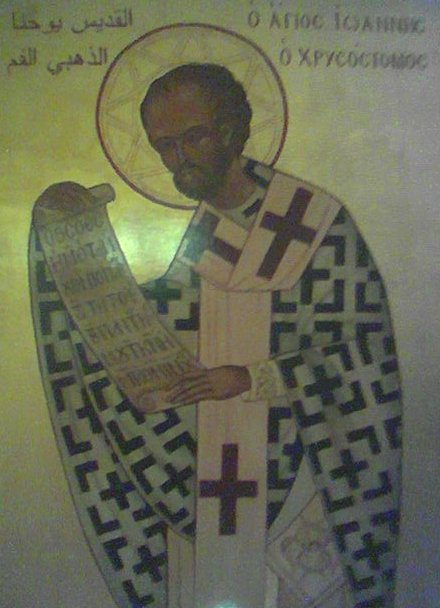
Saint Jean Chrysostome portant un phélonion à la grecque.

À l'époque byzantine, il était de forme ronde, sans manches, avec juste une ouverture pour passer la tête et couvrait tout le corps et pouvait se relever avec des cordons pour le service liturgique. Cette forme s'est plus ou moins conservée dans les Églises grecques. Il symbolise la pourpre que Jésus a dû revêtir au moment de son procès devant Ponce Pilate. C'est l'équivalent de la chasuble pour l'Église latine. Sa forme a évolué, notamment chez les Slaves. Les prêtres de l'Église orthodoxe russe ont ainsi raccourci le devant du phélonion.

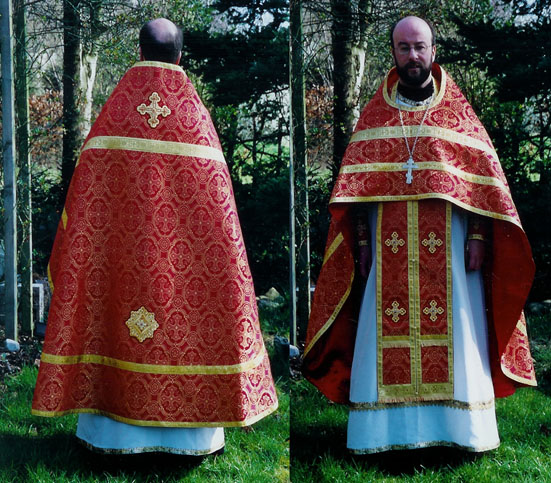
Prêtre orthodoxe russe portant un phélonion.

Au fil des époques, le phélonion, qui est toujours en soie brodée, est tissé de façon rigide, ce qui lui donne l'aspect de dos d'un triangle, ou d'un trapèze dont la pointe est relevée derrière la nuque. Ce vêtement est porté par les prêtres, car les patriarches, les métropolites, puis les évêques se sont mis à porter le sakkos.
Le phélonion est de plus en plus de brocart à partir du XVIIe siècle, ce qui lui donne une forme de cône sur les épaules.
Il existe aussi un petit phélonion réservé aux lecteurs.